# Vuelta Ciclista del Uruguay 1949
La Vuelta Ciclista del Uruguay 1949 fue la 6.ª edición de dicha competencia. Se disputó entre el 7 y el 17 de abril de ese año.
Por primera vez se llegó a la cantidad de 11 etapas para la prueba alcanzando un total de 1677 kilómetros.
El vencedor fue Luis Alberto Rodríguez de la Federación de Durazno, quién obtuvo el primer lugar en la clasificación general en la 7.ª etapa y la mantuvo hasta el final.

## Etapas
| Etapa      | Fecha       | Recorrido            | km    | Ganador de la etapa                  | Líder de la clasificación general              |
| 1.ª etapa  | 7 de abril  | Montevideo-Trinidad  | 190.4 | Luis Ángel de los Santos (Belvedere) | Luis Ángel de los Santos (Belvedere)           |
| 2.ª etapa  | 8 de abril  | Durazno-Tacuarembó   | 199   | Alberto Lasarte (América, Flores)    | Luis Ángel de los Santos (Belvedere)           |
| 3.ª etapa  | 9 de abril  | Tacuarembó-Durazno   | 199   | Juan Riboira (Maroñas)               | Juan Riboira (Maroñas)                         |
| 4.ª etapa  | 10 de abril | Durazno-Florida      | 92.9  | Próspero Barrios (Rocha)             | Juan Riboira (Maroñas)                         |
| 5.ª etapa  | 11 de abril | Florida-Minas        | 149   | Virgilio Pereyra (Belvedere)         | Ulvio Omar Franco (Peñarol)                    |
| 6.ª etapa  | 12 de abril | Minas-Treinta y Tres | 180.2 | Virgilio Pereyra (Belvedere)         | Ulvio Omar Franco (Peñarol)                    |
| 7.ª etapa  | 13 de abril | Treinta y Tres-Melo  | 116   | Juan Silva (Rocha)                   | Luis Alberto Rodríguez (Federación de Durazno) |
| 8.ª etapa  | 14 de abril | Melo-Treinta y Tres  | 116   | Virgilio Pereyra (Belvedere)         | Luis Alberto Rodríguez (Federación de Durazno) |
| 9.ª etapa  | 15 de abril | Treinta y Tres-Rocha | 178   | Juan Silva (Rocha)                   | Luis Alberto Rodríguez (Federación de Durazno) |
| 10.ª etapa | 16 de abril | Rocha-Maldonado      | 102.5 | Serasi Ghan (U.C. Maragata)          | Luis Alberto Rodríguez (Federación de Durazno) |
| 11.ª etapa | 17 de abril | Maldonado-Montevideo | 154   | Heber Panuncio (Nacional)            | Luis Alberto Rodríguez (Federación de Durazno) |

## Clasificaciones finales
| \| 1. \| Luis Alberto Rodríguez \| Uruguay \| Federación de Durazno Uruguay \| 53h 10' 04s \| \| 2. \| Juan Silva \| Uruguay \| Rocha Uruguay \| a 3' 09" \| \| 3. \| Virgilio Pereyra \| Uruguay \| Belvedere Uruguay \| a 6' 25" \| \| 4. \| Walter Pizzorno \| Uruguay \| Peñarol Uruguay \| a 7' 28" \| \| 5. \| Ulvio Omar Franco \| Uruguay \| Peñarol Uruguay \| a 20' 50" \| \| 6. \| Próspero Barrios \| Uruguay \| Rocha Uruguay \| a 38' 12" \| \| 7. \| Juan Riboira \| Uruguay \| Maroñas Uruguay \| a 44' 24" \| \| 8. \| Alfonso Gorga \| Uruguay \| Cerro Uruguay \| a 51' 09" \| \| 9. \| José Motta \| Uruguay \| Rocha Uruguay \| a 1h 09' 57" \| \| 10. \| Francisco Orrego \| Uruguay \| Carolino (Maldonado) Uruguay \| a 1h 19' 56" \| |                        |         |                               |              |
| 1. | Luis Alberto Rodríguez | Uruguay | Federación de Durazno Uruguay | 53h 10' 04s  |
| 2. | Juan Silva             | Uruguay | Rocha Uruguay                 | a 3' 09"     |
| 3. | Virgilio Pereyra       | Uruguay | Belvedere Uruguay             | a 6' 25"     |
| 4. | Walter Pizzorno        | Uruguay | Peñarol Uruguay               | a 7' 28"     |
| 5. | Ulvio Omar Franco      | Uruguay | Peñarol Uruguay               | a 20' 50"    |
| 6. | Próspero Barrios       | Uruguay | Rocha Uruguay                 | a 38' 12"    |
| 7. | Juan Riboira           | Uruguay | Maroñas Uruguay               | a 44' 24"    |
| 8. | Alfonso Gorga          | Uruguay | Cerro Uruguay                 | a 51' 09"    |
| 9. | José Motta             | Uruguay | Rocha Uruguay                 | a 1h 09' 57" |
| 10. | Francisco Orrego       | Uruguay | Carolino (Maldonado) Uruguay  | a 1h 19' 56" |